# Golden Axe III
Golden Axe III ([ゴールデンアックス|||Gooruden Akkusu Surī] Erro: {{japonês}}: o texto tem marcação itálica (ajuda)) um videogame de Beat 'em Up side-scrolling desenvolvido e publicado pela Sega, lançado para o Mega Drive no Japão em 25 de junho de 1993. Foi lançada apenas uma versão norte-americana para o Sega Channel. O jogo foi relançado mais tarde várias vezes, como parte de Sega Genesis Collection para PlayStation 2 e PlayStation Portable, Sonic's Ultimate Genesis Collection para Xbox 360 e PlayStation 3 e digitalmente no Wii Virtual Console.

## Enredo
Damud Hellstrike, o Príncipe das Trevas, tirou o Golden Axe e lançou uma maldição sobre todos os guerreiros. No entanto, um dos heróis tem sua maldição aliviada e é enviado para consertar as coisas - elimine a maldição dos outros, derrote o vilão e volte com o Golden Axe.